# Lijst van afleveringen van Nurses
Hieronder een lijst met afleveringen van de televisieserie Nurses, welke werd uitgezonden tussen 1991 en 1994 op de Amerikaanse zender NBC.

## Seizoen 1
| Afl. nr. | Afleveringtitel                       |
| -------- | ------------------------------------- |
| S1/AFL01 | Son of Pilot                          |
| S1/AFL02 | A Lesson in Life                      |
| S1/AFL03 | This Joint is Jumpin'                 |
| S1/AFL04 | Coming to America                     |
| S1/AFL05 | Reversal of Grandpa                   |
| S1/AFL06 | Mother, Jugs, and Zach                |
| S1/AFL07 | Dead Nurse                            |
| S1/AFL08 | Kind, Kompassionate and Karing        |
| S1/AFL09 | Begone with the Wind                  |
| S1/AFL10 | An Intern-al Affair to Remember       |
| S1/AFL11 | Seize the Date                        |
| S1/AFL12 | Friends and Lovers                    |
| S1/AFL13 | Love, Death, and the Whole Damn Thing |
| S1/AFL14 | No Hiding Place                       |
| S1/AFL15 | Sphere Today, Gone Tomorrow           |
| S1/AFL16 | The Truth Shall Screw You Up          |
| S1/AFL17 | Married to the Mop                    |
| S1/AFL18 | Eat Something                         |
| S1/AFL19 | Catch a Fallen Star                   |
| S1/AFL20 | Moon over Miami                       |
| S1/AFL21 | Rude Awakenings                       |
| S1/AFL22 | The Ex-Factor                         |

## Seizoen 2
| Afl. nr. | Afleveringtitel                   |
| -------- | --------------------------------- |
| S2/AFL01 | Slime and Punishment              |
| S2/AFL02 | In My New Country                 |
| S2/AFL03 | Inside Information                |
| S2/AFL04 | The Bad Boy in the Plastic Bubble |
| S2/AFL05 | Julie Gets Validated              |
| S2/AFL06 | Annie's Choice                    |
| S2/AFL07 | Playing Doctor                    |
| S2/AFL08 | Dirty Laundry                     |
| S2/AFL09 | Illicit Transfers                 |
| S2/AFL10 | Our Fred                          |
| S2/AFL11 | One Pequeno, Two Pequeno          |
| S2/AFL12 | Solitary Man                      |
| S2/AFL13 | Caught Short                      |
| S2/AFL14 | If I Were a Rich Man              |
| S2/AFL15 | Gropes of Wrath                   |
| S2/AFL16 | Super Bowl                        |
| S2/AFL17 | The Devil and the Deep Blue Sea   |
| S2/AFL18 | Love and Death                    |
| S2/AFL19 | Family Outing                     |
| S2/AFL20 | When Hank Met Gina                |
| S2/AFL21 | Sting of Hearts                   |
| S2/AFL22 | What Are Friends For?             |
| S2/AFL23 | Smokin' in the Boys Room          |
| S2/AFL24 | Jumpin' Jack Flash                |

## Seizoen 3
| Afl. nr. | Afleveringtitel                  |
| -------- | -------------------------------- |
| S3/AFL01 | The Eagle Has Landed             |
| S3/AFL02 | Send In The Gowns                |
| S3/AFL03 | Intruders                        |
| S3/AFL04 | Jack's Indecent Proposal         |
| S3/AFL05 | Bring Me the Head of Hank Kaplan |
| S3/AFL06 | Snowball's Chance                |
| S3/AFL07 | The Bridges of Dade Country      |
| S3/AFL08 | No, But I Played One on TV       |
| S3/AFL09 | Temporary Setbacks               |
| S3/AFL10 | The Birth of a Marriage          |
| S3/AFL11 | The Shift of the Magi            |
| S3/AFL12 | Paco Gets Married                |
| S3/AFL13 | Parental Guidance Suggested      |
| S3/AFL14 | Mi Casa, Su Casa                 |
| S3/AFL15 | Fly the Friendly Skies           |
| S3/AFL16 | Don't Hit the Road, Jack         |
| S3/AFL17 | Bury the Hatchets                |
| S3/AFL18 | Nothin' Says Lovin'              |
| S3/AFL19 | Silent Partner                   |
| S3/AFL20 | The One after the Earthquake     |
| S3/AFL21 | The Big Jack Attack              |
| S3/AFL22 | All the Pretty Caseys            |